# Vila Chã do Marão
Vila Chã do Marão ist eine Gemeinde im Norden Portugals
Vila Chã do Marão gehört zum Kreis Amarante im Distrikt Porto, besitzt eine Fläche von 6,7 km² und hat 825 Einwohner (Stand 19. April 2021).
Bis zum 13. Mai 1999 wurde der Ort offiziell Vila Chão do Marão genannt.

## Sehenswürdigkeiten
- Kreuz (Stein)
- Kapellen des Santo António und S. Bento
- römische Gräber